# 西里尔·E·布莱克
西里尔·E·布莱克（英語：Cyril Edwin Black，1915年9月10日—1989年7月18日）是一位美国历史学家，毕业于哈佛大学，普林斯顿大学历史学与国际问题教授，专攻俄国历史，主要作品有《现代化的动力--一个比较史的研究》（The dynamics of modernization: a study in comparative history）、《日本和俄国的现代化：一份进行比较的研究报告》（The Modernization of Japan and Russia: A Comparative Study）、《二十世纪欧洲史》（Twentieth century Europe: a history，与E·C·赫尔姆赖克合著）等。